# Sentencia de la Sala de lo Constitucional de la Corte Suprema de Justicia sobre la reelección presidencial en El Salvador
La sentencia sobre la reelección presidencial salvadoreña (título del caso: Pérdida de derechos de ciudadanía 1-2021) fue un fallo de la Sala de lo Constitucional de la Corte Suprema de Justicia de El Salvador publicado el 3 de septiembre de 2021 que puso fin a un proceso de pérdida de derechos de ciudadanía iniciado el 22 de marzo de ese mismo por el abogado Salvador Enrique Anaya contra la política Nancy Marichel Díaz de Martínez, entonces candidata a diputada de Gran Alianza por la Unidad Nacional (GANA) en las elecciones legislativas de 2021, por «apoyar y promover de manera pública mediante declaraciones en un medio de comunicación la reelección del actual presidente de la República», Nayib Bukele, lo que, según el demandante, estaba prohibido en el artículo 75 ordinal 4.º de la Constitución de la República.
En el fallo la Sala consideró «erradas» las interpretaciones del artículo 152 en la Inconstitucionalidad 163-2013, del 25 de junio de 2014, que la que se dispone los impedimentos para ser presidente de la República —porque el interesado debería esperar diez años para presentarse nuevamente a una elección presidencial—, de manera que la Sala de lo Constitucional vio justificado un cambio de precedente. Aparte del sobreseimiento de la demandada —a causa de una indebida interpretación de las normas constitucionales—, el tribunal constitucional ordenó extra petita al Tribunal Supremo Electoral (TSE) «dar cumplimiento a la presente resolución en lo relacionado a permitir de conformidad con el artículo 152 ordinal 1.° que una persona que ejerza la Presidencia de la República y no haya sido presidente en el período inmediato anterior participe en la contienda electoral por una segunda ocasión». El fallo recibió condenas de actores políticos nacionales e internacionales. La Sala de lo Constitucional 2021-2027 fue elegida por la Asamblea Legistiva que destituyó y sustituyó a los magistrados propietarios y suplentes anteriores y el fiscal general de la República al acusarles de «actuar en contra de la Constitución».
La sentencia tuvo un considerable impacto en el orden político salvadoreño, de fuerte sentimiento antirreeleccionista desde la creación del Estado salvadoreño. En febrero de 2024, Bukele se convirtió en el primer mandatario en ochenta años en ser reelegido y que cumplirá más de un período presidencial desde la dictadura del general de brigada Maximiliano Hernández Martínez (1931-1934 y 1935-1944),. aunque este último lo hizo de manera autoritaria sin elecciones libres y democráticas en 1939 y 1944. Además, es el primero desde Elías Antonio Saca (2004-2009) que buscó un segundo mandato. Ha sido comparado por sus detractores con Juan Orlando Hernández (2014-2022) en Honduras y Daniel Ortega (2007-presente) en Nicaragua, cuyas reelecciones son cuestionadas como irregulares o «ilegítimas».
El 31 de julio de 2025, tras una serie de reformas constitucionales, la Asamblea Legislativa legalizó la reelección presidencial indefinida, poniendo fin a las prohibiciones contenidas en los artículos 75 y 152. Entraron en vigencia ocho días después. El proceso tuvo reacciones mixtas tanto a nivel nacional como internacional.

## Antecedentes

### Antirreeleccionismo y principio de alternabilidad en El Salvador

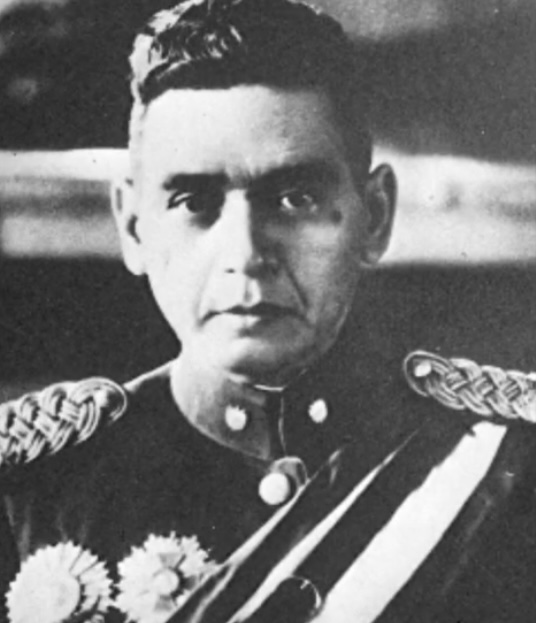
El general de brigada Maximiliano Hernández Martínez logró la reelección, de forma fraudulenta, en 1939 y 1944.

En la historia del constitucionalismo salvadoreño la reelección presidencial ha sido rechazada continuamente en las leyes fundamentales desde la creación del Estado de El Salvador en 1841, con el fin de «poner límites al poder y establecer contrapesos para evitar la concentración de poder», según el historiador Héctor Lindo Fuentes. Por su parte, algunos jefes de Estado que intentaron mantenerse en el poder mediante reelección fueron Doroteo Vasconcelos, Francisco Dueñas, Santiago González, Rafael Zaldívar y Maximiliano Hernández Martínez, aunque de manera fraudulenta sin elecciones libres y democráticas. En 1850, Vasconcelos reformó la Constitución para poder ser reelegido. En 1864, Dueñas ordenó la redacción de una nueva carta magna con este mismo objetivo. Después de su derrocamiento en 1871, se redactó una nueva que restableció las restricciones presentes en la Constitución de 1841. Sin embargo, al igual que Dueñas, González hizo una nueva constitución en 1872 que le permitiera buscar la reelección. En 1886 una asamblea constituyente restableció la prohibición de la reelección, principio que se respetó hasta 1931. Si bien Hernández Martínez solicitó licencia para presentarse a las elecciones de 1935, cuando expiró su mandato llamó a una asamblea constituyente que, aunque conservó la prohibición de la reelección, incluyó una excepción para él mismo, con la que aseguró su régimen ininterrumpido; la reforma le permitió postularse en 1939 y aumentó el mandato presidencial de cuatro a seis años. En enero de 1944 nuevamente promovió una reforma constitucional para continuar en el poder, «por convenir a los intereses públicos que se mantenga el ritmo y orientación que se les ha marcado a los asuntos de Estado desde hace algún tiempo». Sus esfuerzos por extender aún más su gobierno mediante la inserción de una disposición para la elección legislativa única del presidente fue uno de los varios agravios que alimentaron el malestar público que lo expulsó de su cargo en la huelga de brazos caídos, cuatro meses después de ser reelecto.
Las posteriores constituciones mantuvieron su carácter antirreeleccionista. La Constitución de 1950 trajo como innovación un artículo que otorgaba a la población el derecho de rebelarse contra el gobierno si el presidente buscaba la reelección. La Constitución de 1962 mantuvo este artículo, pero también incluyó otro que ordenaba a la Fuerza Armada lanzar una intervención militar para evitar la continuidad del mandatario en el cargo. La Constitución de 1983 también incluye varios artículos que prohíben la reelección, aunque la redacción en ellos pasó de «no podrán ser presidente de la República» (artículo 67 de la Constitución de 1962) a «no podrán ser candidatos a presidente de la República» (artículo 152), lo que según defensores del reeleccionismo es un matiz a tomar en cuenta en la interpretación constitucional, lo que plantean como una excepción al principio de la alternabilidad, no a la reelección presidencial. Según el abogado Arturo Méndez Azahar, miembro de la comisión redactora de la plataforma política electoral presentada a la Asamblea Constituyente de 1982 sobre las áreas de reforma electoral, sistema de administración de justicia y democratización e igualdad de los órganos legislativo, ejecutivo y judicial:

En la exposición de motivos [del proyecto de la Constitución de 1983] está explicado que hay un cambio radical en los artículos 61, 62, 65 [de la Constitución de 1962] que decían “se prohíbe el ejercicio de la Presidencia, no pueden ser presidente”. [Pero], en 1983 cambiamos eso definitivamente, y el artículo 152 lo cambiamos, lo decimos en la exposición de motivos; y dice: “No podrán ser candidatos”, eso cambia estructuralmente, fundamentalmente, el dogma anterior y se planteó como una excepción al dogma de la alternabilidad y la no reelección. [… L]a Constitución original de 1950, bajo los auspicios de los Estados Unidos de América y la oligarquía salvadoreña, se aseguró de que nadie pudiera tener un segundo mandato porque les preocupaba que los militares mantuvieran el poder perpetuo, o peor aún, que un presidente civil hiciera un buen trabajo y que el pueblo lo volvería a elegir. Pero una vez que eliminamos ese límite en 1983, nuestra intención nunca fue dificultar la solicitud de un segundo mandato.
Arturo Méndez Azahar (20 de septiembre de 2022 y 6 de julio de 2023)

Desde la caída de Hernández Martínez tras la huelga de brazos caídos de 1944, ningún jefe de Estado en el poder consiguió un segundo período presidencial, pero el régimen político hasta 1979 era el de partido único de facto dado que la cúpula militar, no el gobernante, era la que se perpetuaba en el poder. Algunos críticos también señalan que entre 1989 y 2019 el sistema bipartidista buscó que los partidos políticos, no los candidatos, se mantuvieran en el poder, lo que, según ellos, explicaría el declive de los partidos tradicionales por sus prácticas clientelares y corruptas en favor de un movimiento más personalista y directo.

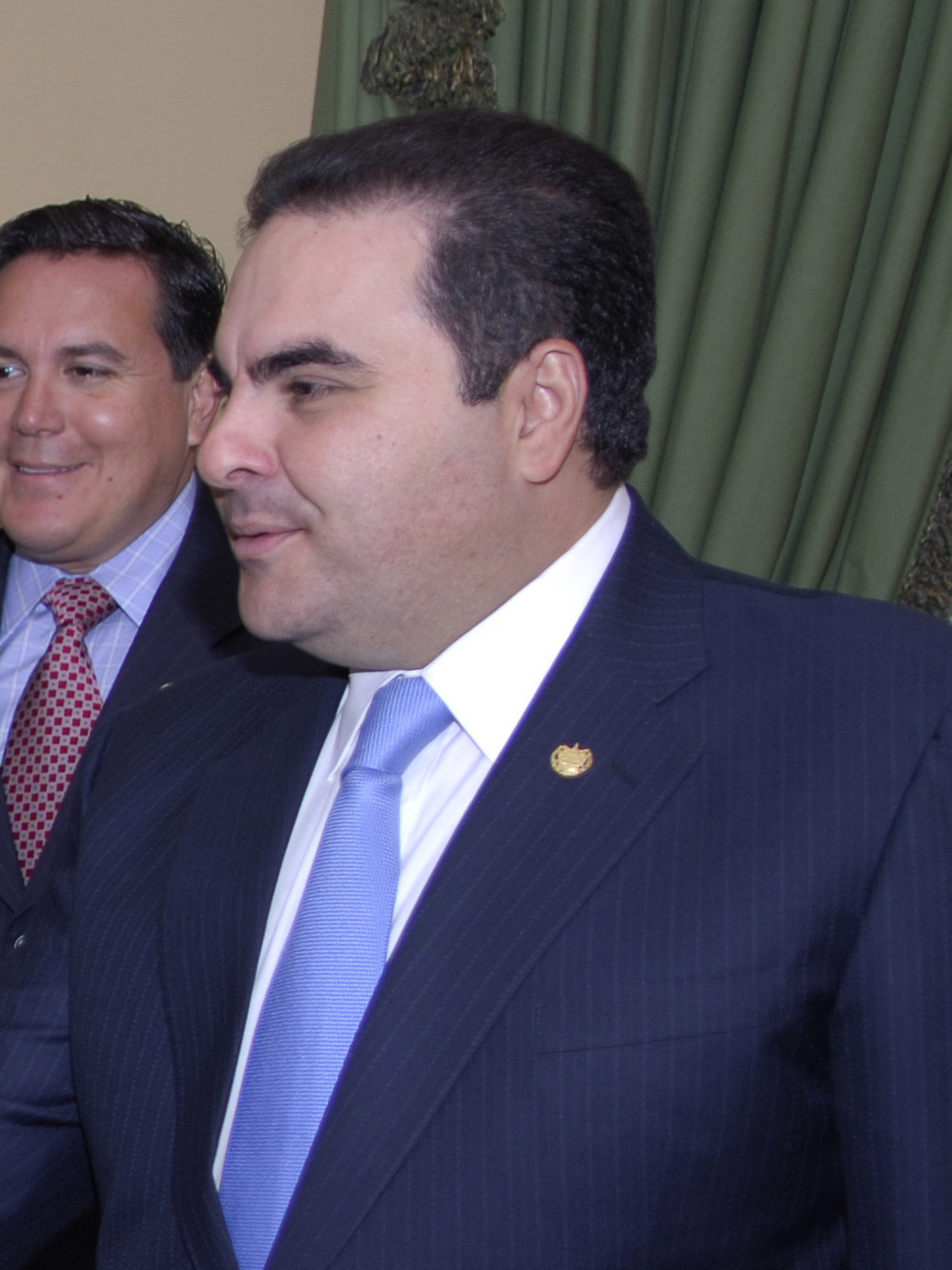
La candidatura del expresidente Elías Antonio Saca (2004-2009) en las elecciones de 2014 fue declarada inconstitucional pese a que el proceso electoral había concluido casi cinco meses antes.

En El Salvador este antirreleccionismo no era absoluto (caso de México), porque se limitaba a un mandatario en el ejercicio del cargo (reelección inmediata), pero si al abandonar el poder trascurría un período presidencial —cinco años— teóricamente podía presentarse a una elección presidencial (reelección no inmediata). En la Inconstitucionalidad 163-2013, del 25 de junio de 2014, la Sala de lo Constitucional redefinió este principio de alternabilidad (no se prohibió la reelección en sí) y aumentó el tiempo de espera para un exmandatario a diez años, con base a una interpretación de la expresión «período inmediato anterior» en el artículo 152 ordinal 1.º de la Constitución. Según esta sentencia, «la expresión “período inmediato anterior” debe relacionarse con la situación jurídica de presentarse como candidato, de modo que debe referirse al período presidencial que antecede al del momento en que se realiza la postulación o se propone la candidatura» y que «un candidato a dicho cargo no debe haberlo ocupado en los dos períodos presidenciales anteriores al que pretende desempeñar». En la sentencia se discutió la candidatura del expresidente Elías Antonio Saca, quien había ejercido el cargo entre 2004-2009, pero ya había sido inscrito por el TSE el año anterior para las elecciones de 2014. Según la Sala, la candidatura violó, entre otros, los artículos 88, 152 ordinal 1.º y 154 de la Constitución. La demanda fue admitida tres meses antes de los comicios, pero los magistrados constitucionalistas no tomaron medidas cautelares para inhabilitar la participación de Saca. Sin embargo, aunque el proceso electoral había terminado casi cinco meses antes, el fallo extemporáneo sentó un precedente («constituirá una prohibición para que el TSE inscriba, en el futuro, una candidatura con vicios iguales o similares a los examinados en el presente proceso») que no fue trastocado hasta 2021.

[…]  al evitar la ocupación reiterada del poder por una misma persona se contribuye a la pureza o regularidad de los procesos electorales, y no solo a favor de la libertad de voto, sino también de condiciones más equitativas entre los competidores. Aunque lo dicho evidencia el nexo entre la prohibición de reelección y el principio representativo, hay que agregar que la limitación temporal del mandato pone de manifiesto el carácter inestable del ejercicio del poder, que finaliza en cierto momento y que debe responder ante los ciudadanos por la forma en que se haya desempeñado.
Inconstitucionalidad 163-2013

### Destitución de los magistrados constitucionalistas en 2021
Desde el inicio del gobierno de Nayib Bukele (1 de junio de 2019) hasta las elecciones legislativas y municipales de 2021 existió un ambiente de hostilidad entre el Órgano Ejecutivo y el Legislativo (dominado por partidos opositores); la Sala de lo Constitucional elegida en 2018 intervino en favor de la Asamblea Legislativa opositora, lo que avivó una retórica incendiaria por Bukele y sus aliados. En medio de las disputas políticas, la Sala de lo Constitucional ratificó en su condena a los hechos de febrero de 2020 la prohibición de diez años para un exmandatario que intente presentarse a una elección presidencial, reiterando que esta restricción obedecía «a las experiencias dictatoriales y de abuso de poder de los presidentes de turno». También esta Sala argumentó que el país vivía una etapa de «restauración democrática» desde la firma de los Acuerdos de Paz de Chapultepec en 1992, por lo que esta prohibición «busca limitar el poder, con especial énfasis en el del presidente de la República y su permanencia en el cargo», y «asegurar los derechos fundamentales de las personas», sobre todo el «respeto de las minorías», justificando sus acciones de «respetar y garantizar los derechos fundamentales al margen de las decisiones mayoritarias».
Ya entrado 2021 los diputados opositores y los magistrados constitucionalistas elegidos en 2018 tenían una percepción negativa por el pueblo salvadoreño, debido a su obstaculización en temas de seguridad pública y manejo de la pandemia de COVID-19. El 28 de febrero de 2021, el partido Nuevas Ideas obtuvo la mayoría de los escaños en la Asamblea Legislativa y, el 1 de mayo de 2021, durante la primera sesión plenaria, hizo una coalición con otros tres partidos políticos (GANA, PDC y PCN) para obtener el control de dos tercios de la legislatura 2021-2024. Ese mismo día, el pleno aprobó la destitución de los magistrados propietarios y suplentes de la Sala de lo Constitucional y del fiscal general de la República, Raúl Melara, en aplicación del artículo 186 de la Constitución. Los diputados oficialistas aseguraron que los magistrados «actuaron contra la Constitución, poniendo en primer lugar intereses particulares sobre la salud y la vida de toda la población», en referencia a las sentencias de inconstitucionalidad que limitaron la acción gubernamental en la emergencia sanitaria. Antes de que el pleno legislativo aprobara las destituciones, la Sala elegida en 2018 publicó el Mandamiento judicial de inconstitucionalidad 1-2021 por el que dicta que la decisión legislativa «viola la forma de gobierno republicana, democrática y representativa [… y] la independencia judicial». El hecho fue tachado un «autogolpe» por políticos de la oposición y acusaron a Bukele y Nuevas Ideas de cometer una «toma del poder». Hubo una serie de condenas de organizaciones nacionales e internacionales que exigían la restitución de los funcionarios. El incidente fue rechazado por Estados Unidos y citado por algunos críticos como un caso de «retroceso democrático».
El presidente Bukele y la Asamblea Legislativa de mayoría oficialista respondieron a las condenas de que los cambios eran «irreversibles» y desconocieron la orden jurisdiccional que invalidaba la destitución, porque los magistrados «ya estaban destituidos cuando [la] emitieron». El 18 de mayo de 2021, las demandas de impugnación del proceso fueron desestimadas por la Sala de lo Contencioso Administrativo de la Corte Suprema de Justicia. La destitución de los magistrados constitucionalistas y el fiscal general fueron respaldadas por la población salvadoreña, con alrededor del 70 % de los encuestados.

### Posición de Nayib Bukele sobre reelección presidencial antes de 2021

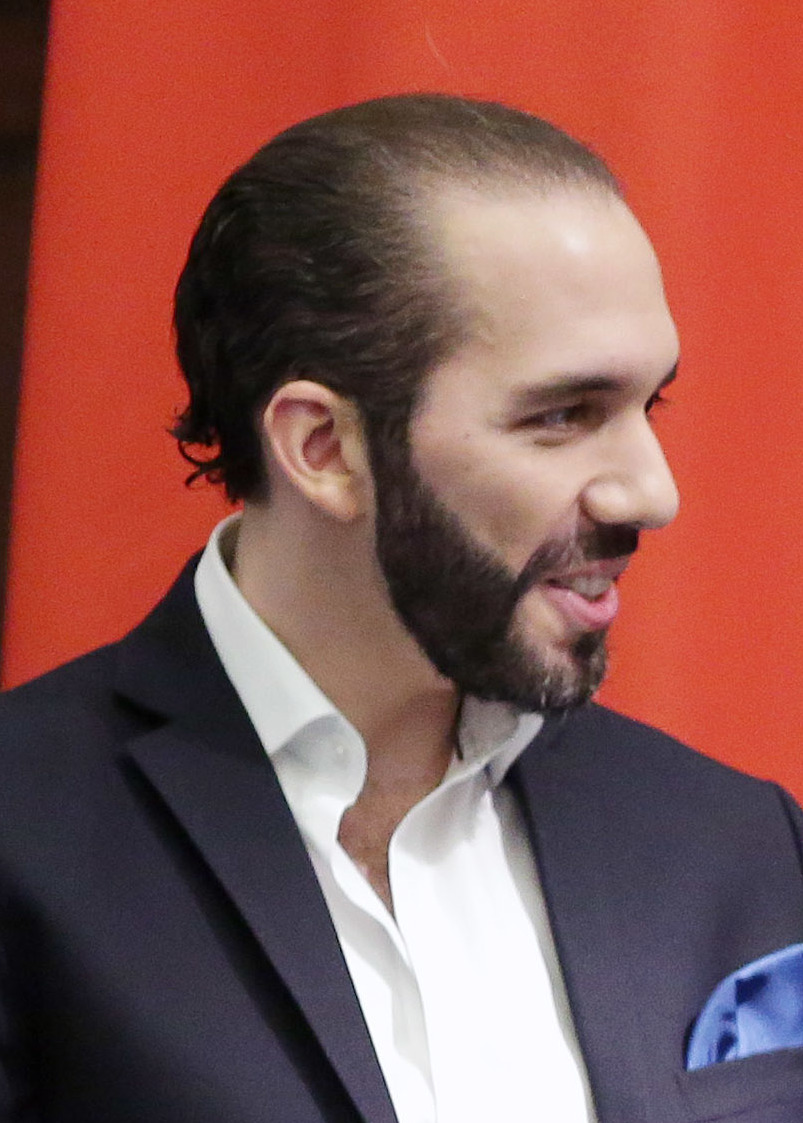
Nayib Bukele se oponía a la reelección presidencial antes del cambio de precedente constitucional de septiembre de 2021.

Bukele no apoyaba la reelección antes de la publicación de esta sentencia y el anuncio de sus aspiraciones reeleccionistas en 2022. En 2013, en una entrevista a un programa televisivo nicaragüense cuando era alcalde de Nuevo Cuscatlán, dijo que la reelección inmediata «no es posible»:

En El Salvador un presidente no se puede reelegir en el siguiente término: en El Salvador no puede reelegirse, pero si puede volver a competir en la siguiente (elección), es decir, tiene que dejar una en medio. […] la Constitución no permite que la misma persona sea presidente dos veces seguidas. Puede ser presidente ochenta veces si quiere, pero no seguidas. Eso es para garantizar que no se mantenga en el poder y que él ocupe su poder para quedarse en el poder.
Nayib Bukele (12 de octubre de 2013)

Esta opinión la mantuvo incluso en junio de 2021, cuando sostenía que los mandatos presidenciales estaban limitados a uno y que la reelección era imposible. Asimismo, condenó los intentos de reelección «ilegítima» de Daniel Ortega en Nicaragua y Juan Orlando Hernández en Honduras, quienes utilizaron la corte suprema y las reformas constitucionales, respectivamente, en sus propios países para poder postularse para la reelección. El vicepresidente Félix Ulloa, antes de asumir el cargo, se refirió en 2015 a que la reelección presidencial está prohibida en la Constitución y que los artículos implicados «no puede[n] reformarse»: «Es una cláusula pétrea, la no reelección del presidente, interrumpir la alternabilidad en el ejercicio de la presidencia da derecho a la insurrección».

## Contenido

### Consideraciones iniciales

#### Motivación del demandante
El 22 de marzo de 2021, el abogado Salvador Enrique Anaya presentó ante la Sala de lo Constitucional de la Corte Suprema de Justicia una demanda de pérdida de derechos de ciudadanía en contra de Nancy Marichel Díaz de Martínez, entonces candidata de Gran Alianza por la Unidad Nacional (GANA), por «apoyar y promover de manera pública mediante declaraciones en un medio de comunicación la reelección del actual presidente de la República», Nayib Bukele, lo que, según el demandante, estaba prohibido en el artículo 75 ordinal 4.º de la Constitución, el cual dice:

Art. 75.— Pierden los derechos de ciudadano:
[…]
4.º− Los que suscriban actas, proclamas o adhesiones para promover o apoyar la reelección o la continuación del presidente de la República, o empleen medios directos encaminados a ese fin; […]
Constitución de la República de El Salvador de 1983

El demandante presentó como evidencia capturas de pantalla de la edición digital del periódico El Mundo, en donde Díaz de Martínez expresó en una entrevista publicada el 15 de febrero de 2021 su apoyo a una hipotética reelección de Bukele:

Lo que necesitamos ahorita es que se pueda retomar la reelección del presidente, necesitamos que el presidente Bukele pueda estar más tiempo porque cada elección es un gasto y el presidente no quiere más gastos innecesarios que afectan a la población pobre. [… É]l es un presidente que quiere el bien para el país, sabemos que está haciendo obras que nunca se habían visto, sabemos que está llevando el beneficio a la población, nosotros queremos que él se reelija, porque sabemos que en cinco años no va a terminar todas sus obras, él quiere que El Salvador sea el mejor de Centroamérica.
Nancy Marichel Díaz de Martínez (15 de febrero de 2021)

Según Anaya, estas declaraciones constituían un «acto de deslealtad al pueblo, al sistema político y a la forma  de Gobierno establecidos en la Constitución» y que encajaban en las causales de pérdida de derechos de ciudadanía del artículo 75 ordinal 4.º de la ley fundamental. Pese a este mandato constitucional, el proceso de pérdida de derechos de ciudadanía no está regulado por ninguna ley orgánica, por lo que desde el 5 de octubre de 2020 la Sala de lo Constitucional aplica una jurisprudencia propia, con base al debido proceso: derecho de audiencia (artículo 11), derecho a la defensa, derecho a la igualdad procesal, derecho a utilizar los medios de prueba pertinentes, presunción de inocencia (artículo 12), juez natural (artículo 15), etc.
La Sala 2018-2021 admitió la demanda el 19 de febrero «para determinar si era procedente declarar la pérdida de los derechos de ciudadanía de la señora Nancy de Martínez, por haber incurrido en la causal establecida en el art. 75 ord. 4.° Cn». Díaz de Martínez tuvo veinte días hábiles para presentar su defensa. La participación de Díaz de Martínez en los comicios legislativos estuvo «condicionad[a] al fallo que dicte» el tribunal constitucional (se rechazó la pretensión del demandante de inhabilitar cautelarmente a la demandada), por lo que hasta la fecha de publicación de la sentencia definitiva no pudo ejercer su candidatura. También notificó al Tribunal Supremo Electoral (TSE) para que, en caso de que ella ganara el escaño, nombrara a su suplente si el fallo era desfavorable para la demandada.

#### Proceso de pérdida de derechos de ciudadanía
Los artículos 174 y 182 ord. 7.º de la Constitución indican que los procesos de suspensión o pérdida de derechos de ciudadanía son competencia exclusiva de la Sala de lo Constitucional de la Corte Suprema de Justicia. Existe en el sistema jurídico salvadoreño desde la Constitución de 1841 (art. 8), como «consecuencia jurídica, generalmente aplicada como resultado de la imposición de una condena penal». En derecho comparativo, hay disposiciones similares en las leyes fundamentales de, por ejemplo, México (art. 38), Colombia (art. 98), República Dominicana (art. 23), Honduras (art. 42 n° 5), Brasil (art. 15), Chile (art. 17), Guatemala (art. 148) y Estados Unidos (enmienda XIV). En estas constituciones, a excepción de Honduras, no existe un causal similar al citado ordinal 4.º del artículo 75, que estuvo presente hasta 2025 en la carta magna salvadoreña.
Los «derechos de ciudadanía» son los derechos políticos o de participación política a los que se refiere el artículo 72: «ejercer el sufragio», «asociarse para constituir partidos políticos de acuerdo con la ley e ingresar a los ya constituidos» y «optar a cargos públicos cumpliendo con los requisitos que determinan la Constitución y las leyes». Debido a que la carta magna no reglamenta el proceso, la Sala de lo Constitucional creó su propio procedimiento y sus requisitos de admisión de demanda, que sigue pasos similares al proceso de amparo. Como parte del debido proceso y derecho de audiencia, debe garantizarse al demandado el derecho a la defensa. El artículo 27 prohíbe imponer «penas perpetuas» o indeterminadas, por lo que el tribunal debe establecer su duración.
Desde la promulgación de la Constitución en 1983 hasta 2020 no hubo ningún proceso de pérdida de derechos de ciudadanía, cuando el 5 de octubre de 2020 la Sala de Constitucional admitió una demanda de pérdida de derechos de ciudadanía presentada también por Anaya contra José Jaime Lozano Durán, exprecandidato a diputado por el partido Nuevas Ideas y candidato a diputado independiente para las elecciones legislativas de 2021, por «promover o apoyar la reelección o la continuación del presidente de la República» durante su campaña a la Asamblea Legislativa, tanto en redes sociales como en su canal de YouTube. La demanda fue declarada «sin lugar» el 19 de febrero de 2021 porque el acusado no presentó defensa.

### Argumentos de la Sala

#### «Ejercicio interpretativo de la Constitución»
La Sala calificó de «infundado reproche» las actuaciones del demandante porque se basó en la «interpretación errada» de la Inconstitucionalidad 163-2013 sobre las prohibiciones a la reelección presidencial, por lo que al haber cambiado la «conformación de esta Sala» era menester cambiar ese precedente:

[…] la pretensión planteada por el demandante posee deficiencias que no fueron apreciadas liminarmente por la anterior conformación de este tribunal, pues se basaron en la interpretación errónea de una disposición constitucional por los magistrados que les precedían, generando un círculo vicioso de interpretaciones erróneas que giran sobre un mismo punto: la reelección presidencial […]
Pérdida de derechos de ciudadanía 1-2021

Asimismo, señala que la parte demandante «incurre en una argumentación restrictiva, que no tiene en cuenta el carácter garantista del texto constitucional, pues proporciona un argumento basado en una interpretación restrictiva de los derechos fundamentales».
La Sala inicia la parte expositiva de la sentencia afirmando que el «ejercicio interpretativo de la Constitución» que no se limita a «adapta[r] y desarrolla[r] en el tiempo el carácter reforzado de protección a los derechos fundamentales, sino también, la determinación y reconocimiento de los denominados derechos emergentes, así como las correcciones a través de los cambios jurisprudenciales que necesariamente se dan en el complejo accionar de la interpretación constitucional, cuando se haya incurrido en cualquiera de las causales que permiten un forzoso cambio de precedente». También asegura que «la Constitución representa la máxima expresión de voluntad del soberano, y es bajo esta premisa que deben interpretarse sus disposiciones»:

Es necesario por tanto que la Sala de lo Constitucional adecúe ese texto inamovible que se encuentra en la Constitución a la voluntad del soberano, a sus necesidades actuales, a los nuevos estándares por él requeridos. […] Así, atar la voluntad popular a un texto que respondía a necesidades, contexto o circunstancias de hace 20, 30 o 40 años, resulta ya no garantista, sino una excesiva restricción disfrazada de “certeza jurídica” y el actuar de representantes que se resisten al cambio del soberano, que se resisten a escuchar la voluntad del pueblo es sin duda la mayor de las violaciones al respeto de la soberanía.
Pérdida de derechos de ciudadanía 1-2021

Asimismo, recalca que la jurisprudencia de la Sala de lo Constitucional «queda incorporada en el contenido normativo de las disposiciones constitucionales», es decir, forma parte de la misma Constitución, y que en este punto el tribunal constitucional «ocupa un rol indispensable como máximo y último intérprete de la Constitución», ya que «el carácter enunciativo de las disposiciones constitucionales también implica que el intérprete debe procurar dotar de significados que cumplan con el carácter progresivo y no regresivo de los derechos fundamentales que en la Constitución se encuentran contenidos ya sea de manera expresa o implícita»:

[…] cuando la interpretación se somete a conocimiento de esta Sala o en general, cuando en virtud del principio de aplicación directa de la Constitución se debe interpretar y aplicar una norma constitucional, esta Sala o el aplicador deben tomar en cuenta que la interpretación, cuando involucre derechos fundamentales, no puede ser restrictiva, sino que se debe tener en cuenta que la Constitución como norma fundamental establece mínimos, de ahí que las interpretaciones realizadas deben garantizar su plena eficacia y evitar cualquier tipo de uso restrictivo de ella.
Pérdida de derechos de ciudadanía 1-2021

#### Justificación del cambio de precedente
La Sala comienza citando los argumentos de la Inconstitucionalidad 163-2013 sobre las inelegibilidades que estaban contenidas en el artículo 152 ordinal 1.º de la Constitución, haciendo énfasis en las «opciones» que el pueblo tiene para elegir un presidente: «[…] parece que en esa ocasión la Sala pasa por alto que la disposición mencionada hace referencia no a prohibiciones para ser presidente, sino a prohibiciones para ser candidato y lo grave de una interpretación que deje este detalle por fuera, radica en que se imposibilita al electorado a reelegir la opción política que más le convenga». También rechaza la anterior interpretación «poco garantista» en la que se tratan de impedir «influencias indebidas» con un mandatario que participe de una elección: «[…] cuando el presidente de la República en funciones ejerce su cargo en perjuicio del pueblo, lo que se tiene no son precisamente ventajas, sino un escrutinio más profundo sobre su candidatura que sobre el resto de candidatos». Termina este apartado concluyendo que los «requisitos-prohibiciones» del artículo 152 debían ser cumplidos por los candidatos (tanto aquellos en el ejercicio del cargo como aquellos que no) y que «están sujetos al mismo escrutinio» por la población.
Al exponer los argumentos de la Inconstitucionalidad 163-2013, los magistrados constitucionalistas justifica el cambio del criterio interpretativo que considera erróneo, aludiendo a otra resolución de la Sala 2009-2018 en la que reconocen que «la continuidad de la jurisprudencia puede flexibilizarse o ceder bajo determinados supuestos» (Inconstitucionalidad 2-2019). También, refiriéndose al Amparo 74-2016 de la misma Sala, añade que tienen las competencias legales para cambiar el precedente: «(i) estar en presencia de un pronunciamiento cuyos fundamentos normativos son incompletos o erróneamente interpretados; (ii) el cambio en la conformación subjetiva del tribunal; y (iii) que los fundamentos fácticos que le motivaron hayan variado sustancialmente al grado de volver incoherente el pronunciamiento originario con la realidad normada».

[…] los miembros que conformaban la Sala de lo Constitucional al momento en el que pronunció la sentencia 25-VI-2014, Inc. 163-2013, realizaron una interpretación que pasó por alto el hecho que la disposición que en ese momento fue objeto de interpretación y que ahora lo es nuevamente, hacía referencia a una prohibición dirigida a candidatos y no al presidente. De ahí deviene el gran error interpretativo que deja como resultado una interpretación aislada de la voluntad del Constituyente.
Pérdida de derechos de ciudadanía 1-2021

#### Conflicto de derechos fundamentales
La Sala analizó el artículo 75 ordinal 4.º de la Constitución, por el que el demandante emprendió el proceso. Considera que tal causal procedería «en aquellos casos que se promueva una reelección o continuación del presidente de forma ilegítima, cuando dichos supuestos no cuenten con el respaldo de la voluntad popular, y se entenderá que no existe respaldo del soberano en los casos que se promueva la continuación o reelección más allá de los 10 años permitidos por el artículo 152 ordinal 1.° de la Constitución». En este punto, la Sala prohíbe al presidente buscar un tercer mandato. Asimismo, se centra en la palabra «continuación», que debe entenderse como el «uso abusivo y arbitrario del poder, utilizándolo para permanecer en el mismo sin que medie una elección».
En la sentencia, se aclara que el artículo «no va encaminado a limitar la voluntad del soberano» si este «bus[ca] la determinación de reglas distintas para la elección de los cargos públicos», ya que no puede imponer una «interpretación restrictiva de los límites a los derechos fundamentales» porque «reduce las posibilidades de aplicación discrecional de la norma que deriva de él en desmedro de la persona humana». Asimismo, la Sala sopesó el conflicto del artículo 75 ordinal 4.º con los derechos fundamentales aplicando el principio de armonización y citó el artículo 6 que reconoce la libertad de expresión, llegando a la conclusión de que el punto de equilibrio entre ambos preceptos constitucionales es «permitir que cualquier ciudadano, como parte del cuerpo político que ostenta el poder constituyente, disienta sobre el contenido de la Constitución o exprese su opinión acerca de lo que cree que ella debería contener, siempre que esto no constituya apoyo o promoción a la reelección presidencial en los términos apuntados».

#### Reelección presidencial
Paralelamente, después de fundamentar el cambio lo que consideran un «error interpretativo», los magistrados constitucionalistas centraron sus argumentos en tres puntos clave del artículo 152: «no podrán ser candidatos a Presidente de la República», el «período inmediato anterior» y «dentro de los últimos seis meses anteriores al inicio del período presidencial». Señalaron que el sentido de la prohibición del artículo 152 estaba dirigido a los «candidatos a Presidente de la República», diferenciándolo del artículo 65 de la Constitución de 1962 que cuya «redacción en la que no era posible establecer una interpretación»:

[…] en el caso del 15 artículo 152 ordinal 1.°, la prohibición va dirigida a los candidatos, de manera que permite por una sola vez más, la reelección presidencial. En similar sentido, la redacción contemplada en la Constitución previa, es decir la Constitución de 1962, tiene una redacción totalmente distinta respecto de la regulación en la Constitución actual.
Pérdida de derechos de ciudadanía 1-2021

Asimismo, apuntó que la palabra «inmediato» se refería al «período presidencial siguiente en el que el individuo ejercía dicha función a cualquier título», cuyo fin era «limitar y otorgar una protección a la población civil frente a la perpetuidad de los gobiernos militares de la época, al ser amenazas no solo en El Salvador, sino en otros territorios», pero, según la Sala, esto ya no está justificado porque la Constitución de 1983 «posibilita que sea el pueblo en el ejercicio del poder soberano quien decida, si continúa por un segundo período o el mismo soberano lo elimina de la contienda, todo ello, mediante elecciones libres». Así, concluye que el «período inmediato anterior» es, a efectos de este nuevo precedente, el «período presidencial previo al que se pretende ser candidato a la Presidencia».

[…] si “X” fue electo presidente en el quinquenio “A”, puede inscribirse para el quinquenio “B”, mas no para el quinquenio “C”. Esto porque el período inmediato anterior no se refiere al quinquenio “A” sino al quinquenio previo del presidente “Y”.
Pérdida de derechos de ciudadanía 1-2021

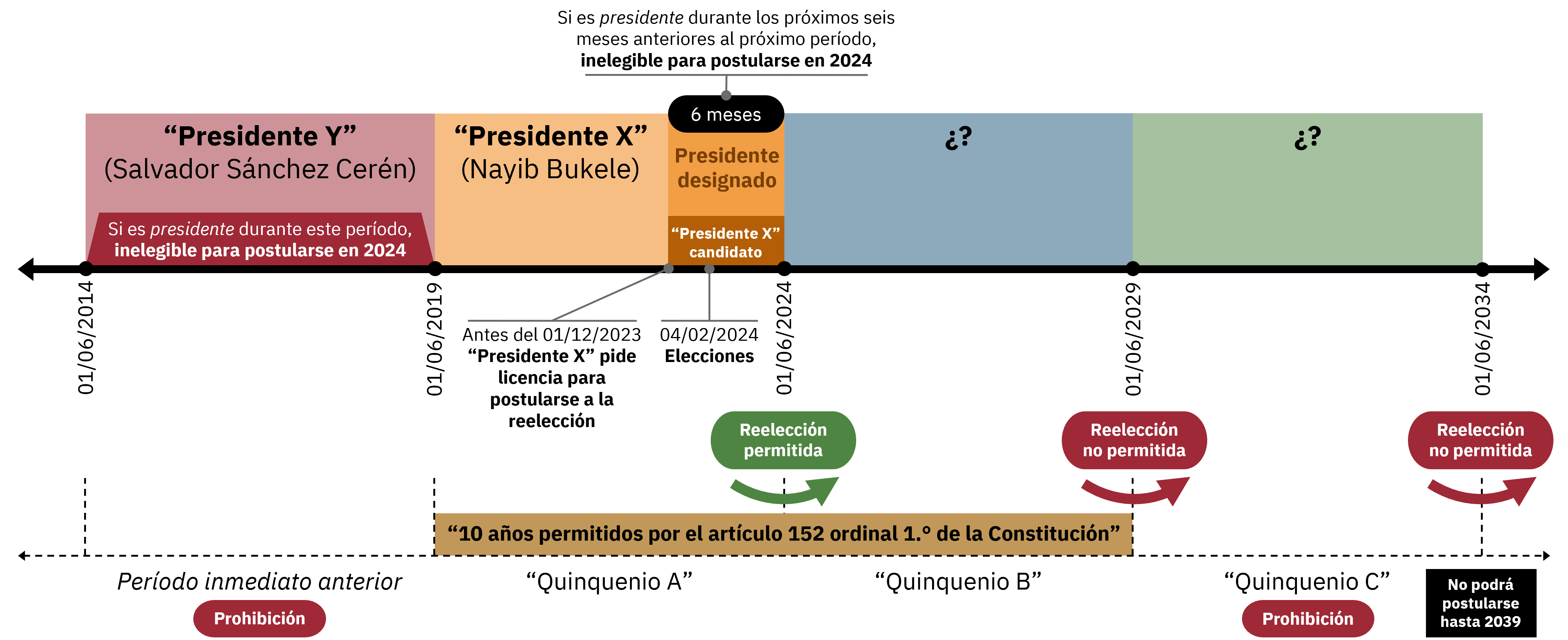
Esquema de la interpretación del artículo 152 ordinal 1.º de la Constitución, según la sentencia de Pérdida de derechos de ciudadanía 1-2021. Nótese de que si el «X» intenta nuevamente buscar la reelección tendría que esperar hasta 2039, porque el período inmediato anterior será entonces 2024-2029 (quinquenio «B»), mientras que 2029-2034 no sería considerado como tal. Una reforma constitucional es necesaria para alterar esta interpretación.

Posteriormente analizó el artículo 152 como una prohibición orientada a limitar la perpetuidad y que los cargos de elección popular (presidente y vicepresidente de la República, diputados a la Asamblea Legislativa y concejos municipales) tienen encomendado el ejercicio del poder de forma provisional, porque sus electores «conserva[n] la potestad de decidir si quiere un programa político nuevo o la continuación del mismo a partir de la satisfacción de los intereses públicos que han quedado satisfechos».

[…] lo indispensable es cumplir el mandato expreso del Constituyente de otorgar la oportunidad de inscribirse como candidato a la persona que ejerce la Presidencia en el período de inscripción, estableciendo ciertas condiciones como no utilizar el cargo para prevalerse del mismo, al dejar establecida la prohibición para el vicepresidente de inscribirse como candidato y solventar este el permiso o licencia que el presidente deberá tener seis meses antes del inicio del período presidencial.
Pérdida de derechos de ciudadanía 1-2021

En cuanto a la tercera disposición del ordinal 1.º del artículo 152 («dentro de los seis meses anteriores al inicio del período presidencial»), la Sala dictaminó que el presidente que intente postularse como candidato para un segundo período deberá «solicitar una licencia durante los seis meses previos», a fin de no trasgredir el artículo 218 a los funcionarios y empleados públicos prevalerse del cargo para realizar propaganda electoral. Los magistrados constitucionalistas indican que los diputados constituyentes, para hacer determinar condiciones de igualdad entre los contendientes de una elección presidencial, especificaron que los funcionarios debían cesar el ejercicio de todo poder público; así, el los militares debían separarse tres años antes, el presidente seis meses antes y el resto de funcionarios un año antes.
También señaló que el derecho al sufragio es un derecho fundamental y hace una símil de la legislación salvadoreña con la Convención Americana sobre Derechos Humanos, por lo que «una interpretación contraria al contenido del artículo 152 ordinal 1.°, va en detrimento de la soberanía del pueblo, y en deterioro de sus derechos fundamentales, lo que se produjo en este caso fue la imposición de más limitaciones que las ya existentes en los artículos 151 y 127 ordinales 2.°, 3.°, 4.°, 5.° y 6.°».

[…] una de las razones por las que los Estados regulan la prohibición de reelección, es para sobrellevar aquellos casos en los que el pueblo no desea más del mismo programa político que se le ha ofrecido, cuando se trata de gobiernos que no tutelaron eficientemente derechos fundamentales, que no supieron responder a las necesidades básicas de los individuos, que hicieron un mal manejo de las eventualidades por las cuales cualquier gobierno atraviesa. Esta protección puede resultar válida para algunos Estados, mas no se encuentra establecida de esa manera en el texto de la Constitución, dejándose en manos del soberano la manifestación inequívoca de su voluntad a través del ejercicio del sufragio en elecciones populares, como las que se llevaron a cabo en 2019 y 2021, que representaron cambios históricos en las tendencias ideológicas que ejercieron el poder durante décadas precedentes.
Pérdida de derechos de ciudadanía 1-2021

#### Principio de alternabilidad
Aparte de la posibilidad de reelección presidencial inmediata, la Sala también interpretó el principio de alternabilidad de las siguientes disposiciones constitucionales:
- El artículo 154 decía que el «período presidencial será de cinco años y comenzará y terminará el día primero de junio, sin que la persona que haya ejercido la Presidencia pueda continuar en sus funciones ni un día más». En la nueva interpretación, la Sala indica que si el presidente desea «continuar ejerciendo el cargo deba someterse a elecciones para poder ejercer el cargo por cinco años más. De manera que descarta toda posibilidad de que el Presidente se imponga a sí mismo sin elecciones previas».
- El artículo 131 ordinal 16 obliga a la Asamblea Legislativa a «desconocer […] al presidente de la República o al que haga sus veces cuando terminado su período constitucional continúe en el ejercicio del cargo». La Sala entiende esta disposición de que si el presidente se ha postulado como candidato «no procede desconocimiento alguno, pues estaría participando en una contienda libre e igualitaria que tiene su base en la misma Constitución», pero «si el presidente continúa en el cargo de manera ilegítima sin haberse efectuado elección alguna que le haya designado tal cargo por un quinquenio más, entonces sí es procedente efectuar dicho desconocimiento».
- El artículo 248, que trata sobre las reformas constitucionales, prohíbe que se modifiquen los artículos que tratan sobre «la forma y sistema de Gobierno, al territorio de la República y a la alternabilidad en el ejercicio de la Presidencia de la República».[nota 4] En este último punto reitera que «debe preservarse a fin de garantizar el sistema democrático en el que siempre las decisiones sobre la dirección del Estado las tome el pueblo en el ejercicio de su poder soberano». Citando la sentencias de inconstitucionalidad 61-2009 y 119-2018, la Sala enuncia que «los órganos constituidos tienen mandatos claros de actuación a los cuales deben regirse, así, los tres órganos fundamentales del Estado y en general cualquier ente estatal deben regirse al contenido de la Constitución en tanto es expresión real y directa de la voluntad del soberano».
- El derecho de insurrección que menciona el artículo 88 aplica en los casos de un «ejercicio ilegítimo del poder, en el que de facto el presidente pretenda permanecer en el cargo sin que esta haya sido la voluntad del pueblo». En cuanto a la alternabilidad en el ejercicio de la Presidencia, se garantiza «realizando elecciones periódicas, libres e igualitarias»; al «eliminar la fase electoral» se incurriría en una violación de este principio. Según la Sala, «se entenderá que no existe respaldo del soberano en los casos que se promueva la continuación o reelección más allá de los diez años permitidos por el artículo 152 ordinal 1.° de la Constitución», por lo que nuevamente prohíbe un tercer mandato presidencial continuo.

### Resolución
La Sala sobreseyó a Díaz de Martínez con base al artículo 31 ordinal 4.º de la Ley de Procedimientos Constitucionales, por el que puede «sobreseerse un proceso de amparo cuando no se rinda prueba sobre la existencia del acto reclamado. […] Por extensión, esta causal de sobreseimiento también puede llegar a ser empleada en el examen liminar de las demandas de pérdida de derechos de ciudadanía». También la Sala consideró que los argumentos del demandante «carece[n] de fundamento objetivo suficiente, ya que este se ha limitado a aseverar cuestiones que implicarían la pérdida de derechos de una ciudadana con base en noticias de prensa y digitales, que se constituyen en fuentes indirectas y de referencia. En consecuencia, al no poderse aceptar la probabilidad de que se haya cometido la conducta afirmada en la demanda, se puede concluir que lo solicitado por el actor encaja en la esfera de lo subjetivo, no de lo objetivo».
Los cuatro puntos que resolvió la Sala en el sobreseimiento fueron:
1. El argumento del demandante «carece de fundamento objetivo suficiente», porque se limitó «a aseverar cuestiones que implicarían la pérdida de derechos de una ciudadana con base en noticias de prensa y digitales, que se constituyen en fuentes indirectas y de referencia que no son suficientemente fiables para aceptar la probabilidad de que se haya cometido la conducta afirmada en la demanda».
2. El demandante empleó «criterios interpretativos erróneos de las normas constitucionales invocadas», refiriéndose a la Inconstitucionalidad 163-2013.
3. Incluso si el demandante hubiese entregado pruebas suficientes, «el proceso se habría sobreseído por admisión indebida de la demanda, dado que no puede considerarse que hay apoyo o promoción a la reelección presidencial si no existe una manifestación real y expresa del presidente de la República sobre su intención de reelegirse en el cargo que ostenta o la realización de actos tendentes a este fin». (Bukele no anunció su intención de presentarse a la reelección hasta el 15 de septiembre de 2022.)
4. El TSE deberá «dar cumplimiento a la presente resolución en lo relacionado a permitir de conformidad con el artículo 152 ordinal 1.° que una persona que ejerza la Presidencia de la República y no haya sido presidente en el período inmediato anterior participe en la contienda electoral por una segunda ocasión».

Esta última disposición, ordena extra petita al TSE inscribir al presidente si renuncia o pide licencia seis meses antes de finalizar su mandato (a saber, el 1 de diciembre, porque el período presidencial termina el 1 de junio). Al día siguiente, en un escueto comunicado el TSE anunció que acatará el fallo y que el actual presidente podrá postularse de nuevo si así lo desea.

## Reacciones

### Nacionales

#### Oficialismo
- El diputado Jorge Castro, de Nuevas Ideas, criticó a la derogada Inconstitucionalidad 163-2013 y defendió el cambio de precedente: «Si ustedes leen el tenor, dice no puede ser candidato el que ha sido presidente en el período inmediato anterior. En el caso del presidente actual, ¿cuál es el período inmediato anterior? El período de Sánchez Cerén. La Sala de lo Constitucional tiene la obligación de ir cambiando esa interpretación de acuerdo al marco legal, pero de acuerdo a la realidad».[82] El presidente del partido y primo del presidente, Xavier Zablah Bukele, escribió en su cuenta de Twitter: «Presidente [Nayib Bukele], si te decides, aquí está todo tu partido [Nuevas Ideas] para seguir luchando por la transformación de nuestro amado país y librar las batallas que sean necesarias para seguir cambiando vidas». Conan Castro, secretario jurídico de la Presidencia, celebró la sentencia: «(…) Ahora el pueblo tiene la oportunidad de continuar por el camino de las transformaciones que ya inició. EL SALVADOR 2024-2029». La diputada Marcela Pineda hizo referencia a la legislatura pasada que bloqueó el gobierno Bukele: «Luego de muchos bloqueos iniciamos una nueva historia en El Salvador y paso a paso empezamos a construir un mejor futuro para las nuevas generaciones. Presidente [Nayib Bukele] sigamos con las transformaciones, si así lo decide, cuente conmigo». El jefe de bancada legislativa de Nuevas Ideas, Christian Guevara, también festejó la decisión de la Sala de lo Constitucional: «El Salvador se merece lo mejor. 2024-2029».[83]
- El diputado Numan Salgado, de Gran Alianza por la Unidad Nacional (GANA), partido político con el que Bukele llegó al poder, sostuvo que la interpretación de la Sala de lo Constitucional, sobre el tema de reelección presidencial, es «inapelable» y «debe ser acatada», además de que el «espacio legal» para la candidatura «ya se habilitó».[84]

#### Oposición
- Según el jefe de la bancada legislativa de Alianza Republicana Nacionalista (ARENA), René Portillo Cuadra, «ningún gobierno o Sala de lo Constitucional puede cambiar o modificar el sistema republicano, representativo y alternabilidad. Eso está tocando la Sala de lo Constitucional. La Sala excede sus facultades constitucionales, está cambiando la letra y el espíritu del sistema democrático republicano con alternabilidad en el ejercicio de la Presidencia de la República».[82] El presidente de ARENA, Erick Salguero, criticó la decisión del TSE de acatar el fallo: «Después de despedir a jueces, fiscales, empleados estatales, y a tres días de entrar en vigencia la ley Bitcoin, la Sala de lo Constitucional, mientras dormíamos, aprueba la reelección presidencial y, de inmediato, el Tribunal Supremo Electoral resuelve aceptarlo».[17]
- El jefe de la fracción legislativa del Frente Farabundo Martí para la Liberación Nacional (FMLN), Jaime Guevara, condenó «este tipo de maniobras» como un «revés» a los pactos alcanzados en los Acuerdos de Paz de 1992: «Rechazamos contundentemente y nos unimos a las expresiones de organizaciones sociales y las opiniones internacionales que han dicho que es un golpe muy grande a la democracia en este país». También señaló al TSE por acatar la sentencia de la Sala «que obedece órdenes a lo que dicta Casa Presidencial».[82] La diputada efemelenista Anabel Belloso dijo que «el Estado dejó de estar al servicio del pueblo para pasar al servicio de una persona».[85] El secretario general del FMLN, Óscar Ortiz, rechazó la sentencia de la Sala de lo Constitucional: «Se consuma la dictadura en El Salvador. Se ha consumado uno de los golpes más grandes a nuestra democracia y a nuestra Constitución».[17] Manuel Flores, candidato presidencial del FMLN, señaló que «la ley es la ley [y] la ley dice que no hay reelección» y que «la Constitución es clara: está prohibida la reelección».[16] El exguerrillero efemelenista y diplomático Rubén Zamora, miembro del movimiento político Resistencia Ciudadana, llamó a la Asamblea Legislativa a suspender los derechos de ciudadanía a Bukele por registrarse como precandidato a la reelección presidencial y «que quienes apoyen la reelección presidencial también deben ser castigados perdiendo sus derechos ciudadanos».[86]
- La diputada de Vamos, Claudia Ortiz, insistió en que es inconstitucional la reelección de Bukele porque lo prohibían seis artículos de la Constitución: «Es evidente que hay una violación de la Constitución, aun en los artículos pétreos de la Constitución que se está formalizando».[87]
- Héctor Silva Hernández, concejal en la Alcaldía de San Salvador y representante del partido Nuestro Tiempo, consideró que la sentencia  «es una culminación triste y dolorosa del retroceso democrático» en El Salvador y señaló que «la situación se ha agravado» porque la oposición política «sigue estando sumamente dispersa».[3]
- El abogado Salvador Enrique Anaya insistió sobre la inconstitucionalidad de la reelección presidencial en El Salvador asegurando que la Constitución lo prohibía en cinco artículos[88] y añadió que «lo publicado ayer por los licenciados que usurpan funciones de magistrados, no tiene ningún valor jurídico, es solo una vulgar proclama reeleccionista, un insulto a la decencia. No nos distraigamos mucho con ese papel chusco: si bien es peligroso ese papel, en realidad, la reelección es un problema para dentro de dos años».[17]
- Eduardo Escobar, director de la ONG Acción Ciudadana, dijo que «no importa si se renuncia o si hay una declaración jurada o si asume el cargo Ulloa, pues todo es inconstitucional y solo están tratando de darle una cara de legitimidad a todo con estos artilugios. […] Ellos pueden interpretarlo o ponerlo a su conveniencia».[89]
- José Marinero, presidente de la Fundación Democracia, Transparencia y Justicia, vituperó contra la Sala de lo Constitucional por emitir esta resolución: «La resolución fue emitida por cinco usurpadores. Esta es la conducta de un matón. Los riesgos que advertimos son al menos dos: el primero es que se trata del prólogo de un proyecto de consolidación de un régimen autocrático. Ahora, seguramente, esto se trasladará a la Constitución y ya quedará consagrada. […] Está clarísimo que [el segundo riesgo] es una captura completa de las reglas electorales y con eso podríamos descartar que las elecciones de 2024 van a ser limpias».[3]
- Sonia Rubio Padilla, politóloga de la Fundación para el Debido Proceso, calificó de «no legítimas» las decisiones de la Sala de lo Constitucional elegida en mayo de 2021 y que «esta decisión es contraria a la letra  de la Constitución salvadoreña (artículo 154), que inhabilita expresamente la extensión del mandato constitucional, ni un día más (de los cinco años). De modo que esta supuesta interpretación, al rebasar los límites del propio texto, en realidad encubre una modificación de la Constitución».[3]
- Abraham Ábrego, de la ONG Cristosal, también rechazó la sentencia, aduciendo «ilegitimidad de origen» en la Sala de lo Constitucional y que «no se justifica la interpretación», porque «los anteriores magistrados, los legítimos, establecieron que el presidente tenía que esperar dos períodos presidenciales».[3]
- Algunos jueces rechazaron la resolución. Uno de ellos, Antonio Durán, que dijo que «la resolución de la Sala es jurídicamente inexistente ya que es contraria a lo que establece la Constitución». Godofredo Salazar opinó que los magistrados constitucionalistas realizaron una «interpretación muy conveniente» encaminada a defender los intereses de Bukele.[3]
- El cardenal Gregorio Rosa Chávez, obispo auxiliar de San Salvador, opinó, sin referirse a si hablaba en nombre de la Conferencia Episcopal o algún otro grupo, que «nosotros compartimos esa visión de los que creen que hay que respetar la Constitución, que no permite la reelección inmediata, es nuestra opinión por el momento. […] Si no somos unos ciudadanos activos, si no somos una sociedad civil realmente responsable, iremos a la deriva porque ¿dónde están los pesos y contrapesos? El país somos todos, la patria somos todos, pero verlo como una tarea».[17]

### Internacionales

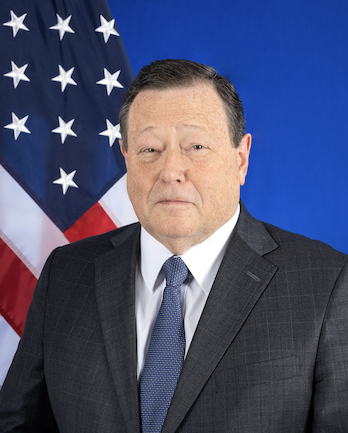
El embajador William Duncan dijo que Estados Unidos no se metería «en política interna» al preguntársele la postura de su gobierno sobre la reelección de Bukele.

- El fallo fue condenado por el Gobierno estadounidense, según afirmó Jean Elizabeth Manes, entonces encargada de negocios de Estados Unidos en El Salvador, el fallo era «claramente contrario a la Constitución salvadoreña»;[85][90] asimismo comparó a Bukele con Hugo Chávez cuando tachó la situación salvadoreña como una «democracia en declive».[3] Manes señaló que la sentencia era resultado directo de que el Legislativo reemplazara a los jueces de la Corte Suprema de Justicia en mayo de 2021: «Un principio fundamental de la democracia son los tres poderes del gobierno, por lo que un debilitamiento de la independencia del poder judicial es señal de una democracia en declive en El Salvador».[90] Sin embargo, dos años después, el Gobierno estadounidense suavizó su posición, ya que el embajador William Duncan dijo que no se metería «en política interna», al cuestionársele sobre la reelección presidencial de Bukele, y descartó que las inversiones extranjeras se vieran afectadas por la incertidumbre política en las elecciones generales de 2024. El subsecretario adjunto para el Hemisferio Occidental del Departamento de Estado estadounidense, Brian Nichols, sentenció que la reelección «es un tema para los salvadoreños» y que «hay que tener un debate amplio —entre los salvadoreños— sobre la legalidad y la legitimidad de la reelección».[91]
- Wendy Morton, subsecretaria de Estado parlamentaria para la Vecindad Europea y las Américas del Reino Unido, dijo que «el fallo de la Sala Constitucional de permitir que un presidente en ejercicio busque la reelección es otra acción que va en contra de la democracia, el estado de derecho y el orden constitucional».[92] No obstante, al igual que su homólogo estadounidense dos años después, el embajador David Lelliot se reunió de manera cordial con los candidatos presidenciales (entre ellos Bukele), sin referirse directamente al tema de la reelección, y estuvo dispuesto a escuchar «sus políticas y prioridades».[93]
- José Miguel Vivanco, director ejecutivo de la División de las Américas de Human Rights Watch, afirmó que El Salvador iba por el mismo camino como Honduras y Nicaragua al permitir la reelección de presidentes, y añadió que «la democracia en El Salvador está al borde del abismo».[90] Según Vivanco, Bukele sigue los pasos reeleccionistas de Juan Orlando Hernández (2014-2022) en Honduras y Daniel Ortega (2007-presente) en Nicaragua.[17] Juan Pappier, investigador principal de la División de las Américas de Human Rights Watch y detractor del gobierno de Bukele, manifestó que «esta violación constitucional era predecible. […] El Salvador desde hace algún tiempo va camino de ser una dictadura y muchos, por ceguera ideológica, cobardía, intereses geopolíticos u obsesión por la inmigración, no quisieron alzar la voz a tiempo ni ayudar a frenarla».[94]
- El 26 de septiembre de 2022, un grupo de exjefes de Estado y de Gobierno de España y Latinoamérica pidieron en un comunicado a la Organización de los Estados Americanos acciones contra las aspiraciones reeleccionistas de Bukele, quien respondió: «Una carta firmada por corruptos, saqueadores y, algunos de ellos, hasta asesinos. Todos odiados por sus pueblos. Me preocuparía mucho si recibiera su apoyo».[95]

## Consecuencias

### Preparación de candidatura y oposición a la reelección
A partir de la publicación de la sentencia, Bukele no se pronunció públicamente al respecto, aunque los funcionarios y seguidores de su gobierno pedían cada vez con más fuerza su reelección. Hubo varias manifestaciones que explícitamente llamaban a la reelección, aunque él mantenía el asunto con discreción y se limitaba a celebrar el apoyo que recibía a se gestión. El 15 de septiembre de 2022, durante su discurso a la nación por los 201 años de Independencia de El Salvador, Bukele anunció su intención de participar como candidato en las elecciones presidenciales de 2024, esto a raíz de los altos índices de aprobación de su gestión presidencial y la habilitación de la reelección presidencial. Justificó su candidatura a la reelección argumentando que la mayoría de los países desarrollados permiten la reelección; leyó una lista de treinta y nueve países considerados desarrollados por el Fondo Monetario Internacional (FMI) y afirmó que todos los países de la lista, excepto Corea del Sur, permiten la reelección. También dijo que las restricciones a la reelección sólo existen en los países del tercer mundo.
Según el TSE, Bukele puede inscribirse con el partido político que él desee ―ganó en 2019 con GANA―, ya que el Código Electoral y la Ley de Partidos Políticos solo prohíben el transfuguismo en las candidaturas de diputados y alcaldes. Algunos abogados constitucionalistas criticaron el anuncio y opinaron que la reelección presidencial violaba «al menos» cuatro artículos de la Constitución de 1983 (75, 88, 152 y 154); otros en cambio, al explicar la sentencia de 2021, lo que se prohíbe es la reelección inmediata y que Bukele deberá pedir licencia o renunciar al cargo seis meses antes para optar a la reelección. Las encuestas realizadas después de su anuncio indicaron que más del 80 % de los salvadoreños apoyaría la campaña de reelección de Bukele.
El vicepresidente Félix Ulloa expresó su apoyo a la candidatura a la reelección de Bukele y dijo que el presidente debería solicitar una licencia o permiso expreso de la Corte Suprema seis meses antes de las elecciones, como reza la sentencia. En abril de 2023, afirmó que el presidente buscaba un «segundo mandato» en lugar de la reelección y agregó que, si bien la reelección inmediata estaba prohibida por la Constitución, un segundo mandato no. Algunos políticos, entre ellos el propio Ulloa, también han sugerido que Bukele debería renunciar seis meses antes de las elecciones para poder buscar legalmente la reelección, pero, según Salvador Enrique Anaya, la renuncia eliminaría la inmunidad legal o fuero del presidente y permitiría que fuese procesado por presunta corrupción y violaciones de derechos humanos, mientras que otros opositores afirman que su campaña de reelección sería inconstitucional de todos modos. Ulloa y el jefe de la bancada legislativa de Nuevas Ideas, Christian Guevara, han declarado que tanto el presidente como el vicepresidente dimitirán antes del 1 de diciembre de 2023, seis meses antes de su segunda toma de posesión en caso de ganar la reelección, y que se designará un sucesor como presidente interino.

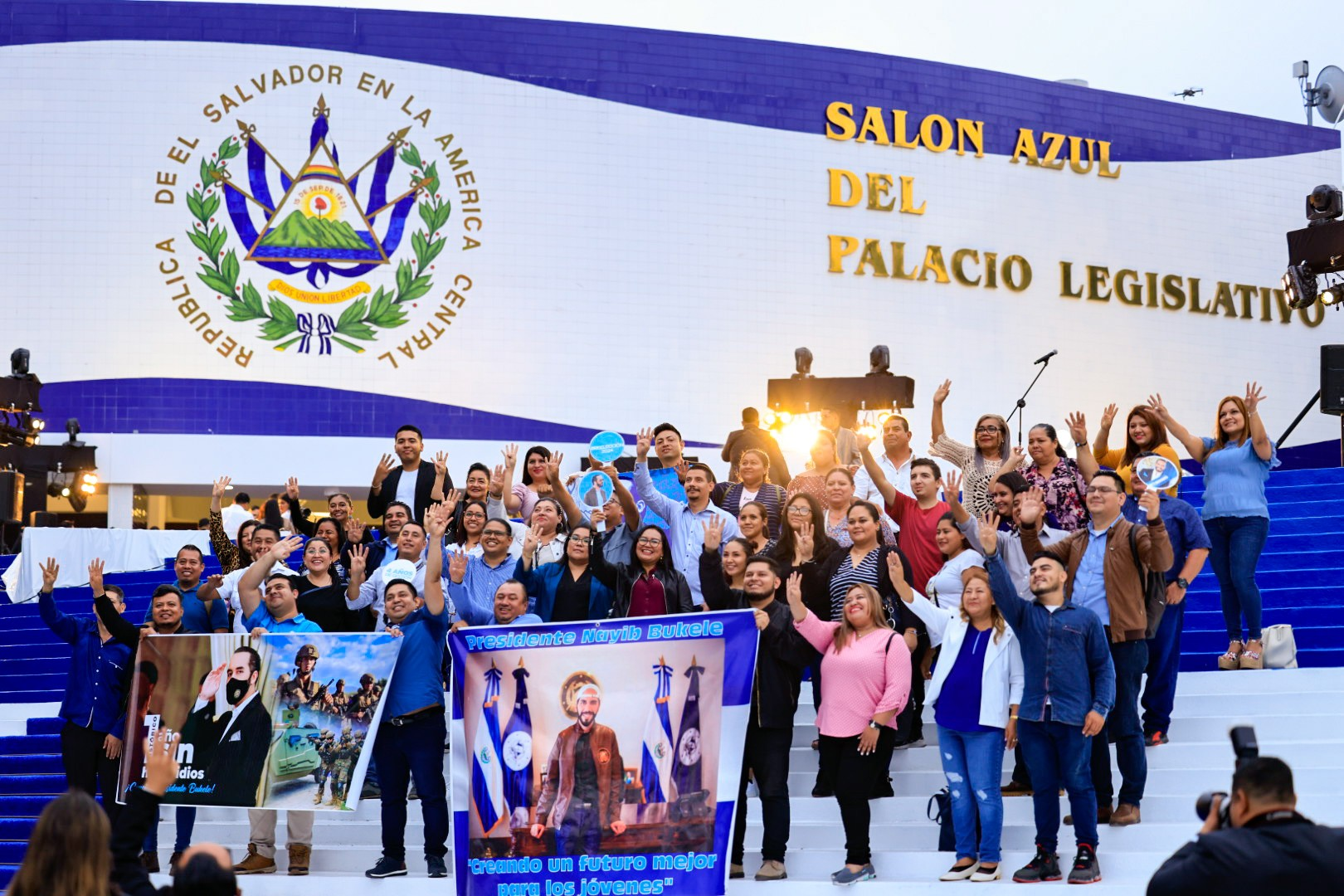
Partidarios de la campaña de reelección de Nayib Bukele el 1 de junio de 2023 antes de su discurso ante la Asamblea Legislativa.

El 25 de junio de 2023, el partido Nuevas Ideas publicó las precandidaturas de Bukele y Ulloa en las elecciones internas; la fórmula las ganó el 9 de julio, aunque fue la única plataforma que se presentó.

Dicen los medios de Soros que los salvadoreños no pueden decidir por sí mismos, pero hoy habló el partido más grande en la historia de nuestro país y el 4 de febrero 2024 el pueblo salvadoreño tendrá la última palabra. La democracia se escribe de abajo hacia arriba.
Nayib Bukele (9 de julio de 2023)

El 1 de mayo de 2023, organizaciones de izquierda, entre ellas FMLN y Nuestro Tiempo, realizaron una marcha de protesta en conmemoración del Día Internacional de los Trabajadores contra la campaña de reelección de Bukele y la represión de las pandillas. El 15 de septiembre de 2023, organizaciones y movimientos civiles realizaron otra marcha de protesta contra la reelección. La marcha recorrió desde el Hospital Nacional Rosales hasta la plaza Gerardo Barrios. Según Francisco Omar Parada, portavoz del Bloque de Resistencia y Rebelión Popular, la marcha protestó por la reelección presidencial, las reducciones de municipios y escaños en la Asamblea Legislativa, la «destrucción» de las instituciones democráticas y el «control ilegal» ejercido por la Presidencia, el Órgano Judicial, la Fiscalía General y otras instituciones estatales. En la protesta participaron los candidatos presidenciales de ARENA, FMLN y Nuestro Tiempo, así como varios diputados opositores de la Asamblea Legislativa. Estas marchas resultaron un fracaso al no atraer apoyo suficiente de la población.

### Inscripción en el TSE, licencia de seis meses y resultado electoral

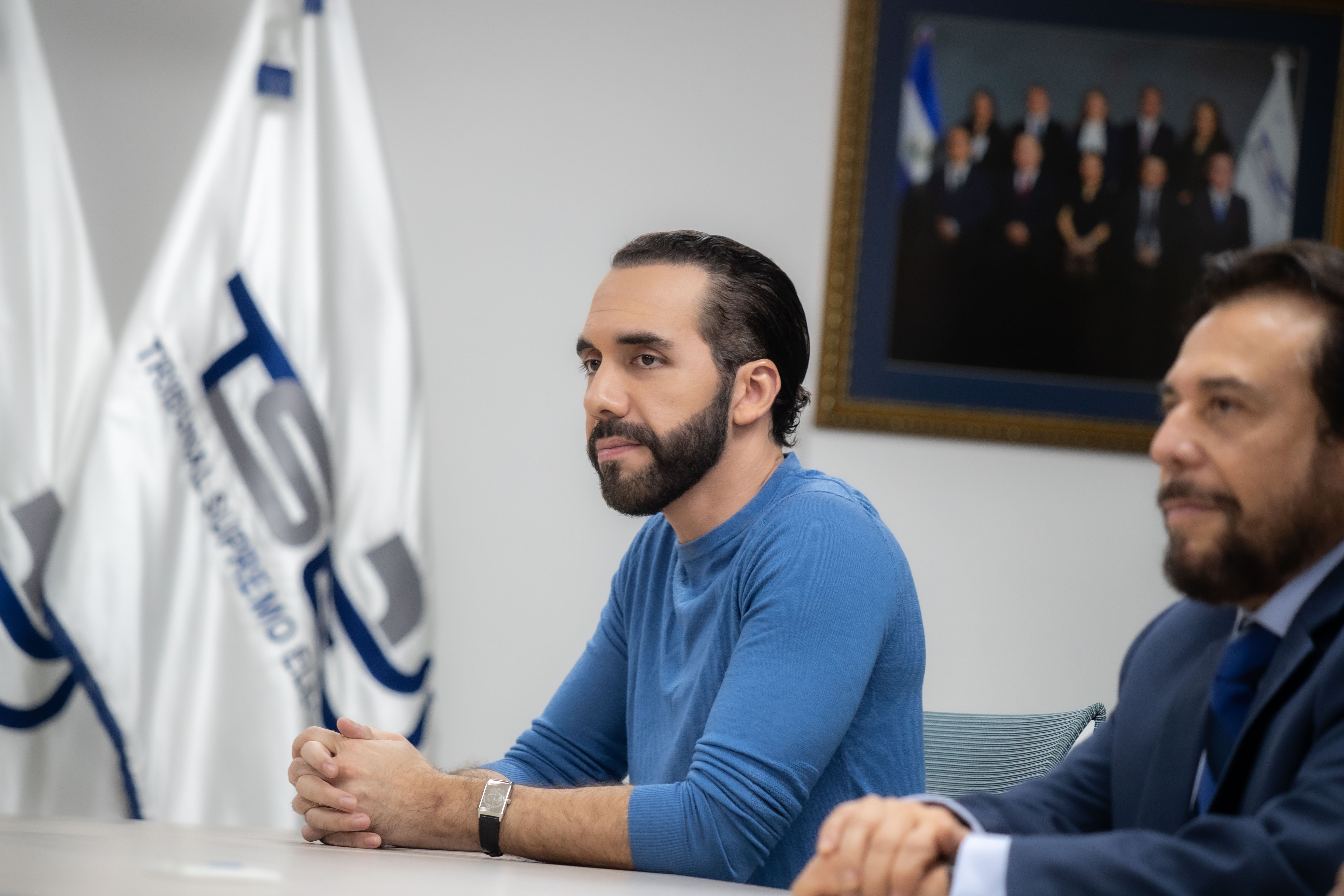
Bukele y Félix Ulloa presentando en el Tribunal Supremo Electoral la documentación para inscribirse en la elección presidencial de 2024.

Ambos presentaron la documentación para su inscripción ante el TSE el 26 de octubre, a menos de una hora de que finalizara el plazo, la cual fue admitida y legalizada el 3 de noviembre con cuatro votos a favor y una abstención. En la opinión de la mayoría, «no concurre en el señor Nayib Armando Bukele Ortez, en su carácter de presidente de la República, la inelegibilidad establecida en el artículo 152 ordinal primero de la Constitución» Para el magistrado Noel Orellana el TSE está obligado a «acatar […] los preceptos constitucionales y la jurisprudencia de la Sala», que «es quien tiene la última palabra» sobre la «interpretación de la Constitución salvadoreña», citando resoluciones de la Sala en inconstitucionalidades 14-2011 y 20-2006; el magistrado Guillermo Wellman señaló que la «inscripción [de Bukele] está con todas las de la ley» y que si no cumplía con la sentencia de 2021 cometerían los delitos de «desacato, incumplimiento de deberes o desobediencia»; el magistrado Rubén Meléndez argumentó que el texto constitucional permite la reelección por una sola vez, porque no dicta incompatibilidades para ser presidente sino «inelegibilidades»; según la magistrada presidenta Dora Martínez de Barahona, en referencia a los artículos que prohíben la reelección presidencial, «la alternabilidad establece que los actores políticos tienen derecho a participar en un proceso electoral con las mismas oportunidades para todos, de forma libre, en igualdad de condiciones». Por su parte, el magistrado Julio Olivo, en su voto de abstención, dijo que «este caso ni siquiera debería haberse sometido a consideración del Organismo Colegiado del TSE, ya que los requisitos para la inscripción de candidaturas, tanto a la Presidencia como a la Vicepresidencia, se encuentran perfectamente delimitados en el texto de la Constitución de la República de 1983». Olivo afirmó, sin pruebas, que había sido amenazado y que existía «una situación de miedo» en el TSE si se rechazaba la inscripción de Bukele.
Tanto antes como después de la presentación de la solicitud de inscripción, como de la publicación de la resolución de legalización, la oposición presentó recursos de recusación e impugnación contra los magistrados (por supuestamente adelantar criterio) y el proceso en sí (por admitir la solicitud y no invocar el artículo 149 sobre el «control difuso» para inaplicar la sentencia de 2021). Entre los interesados en anular la candidatura de Bukele estaban Salvador Enrique Anaya (el demandante en la sentencia de 2021), los candidatos de ARENA y Nuestro Tiempo y organizaciones no gubernamentales y movimientos opositores; exigían que el TSE no registrara la candidatura presidencial de Bukele o anulara su solicitud luego de que iniciara el proceso de inscripción. El TSE anunció el 9 de noviembre que la inscripción de la candidatura de Bukele ya estaba en firme y los últimos recursos de impugnación por presunta violación de la Constitución fueron desestimados el 23 de noviembre del mismo año, señalando «defectos» e «incongruencias» en los argumentos.
El 28 de noviembre, Bukele anunció que solicitará una licencia de la Asamblea Legislativa el 1 de diciembre para relevarlo de sus funciones como presidente y concentrarse en la campaña de las elecciones de 2024. El 30 de noviembre, la Asamblea Legislativa, con 67 votos a favor y en aplicación del artículo 131 ordinal 15 de la Constitución, aprobó las licencias de la función pública a Bukele y Ulloa, con vigencia del 1 de diciembre hasta el 31 de mayo de 2024 (seis meses), con las que podrán participar en la elección presidencial de 2024, como ordena la sentencia de la Sala de lo Constitucional de 2021. Claudia Rodríguez de Guevara, secretaria privada del presidente, fue nombrada por Bukele como designada a la Presidencia, según lo estipulado en los artículos 131 ordinal 17 y 168 ordinal 16. Los decretos legislativos de aprobación de licencias y nombramiento de la designada fueron publicados en el Diario Oficial N.º 225, Tomo N.º 441, del 30 de noviembre de 2023. Oficialmente la Asamblea Legislativa no despojó a Bukele ni a Ulloa de sus investituras presidencial y vicepresidencial, respectivamente, sino de sus funciones y ambos permanecieron sin goce de sueldo. (El artículo 131 ordinal 16 de la Constitución habla de «desconocer» al presidente o su suplente al expirar su mandato.) Rodríguez de Guevara fue juramentada en un acto privado en la Asamblea Legislativa, según afirmó Ernesto Castro Aldana, presidente de ese órgano del Estado.
El 4 de febrero de 2024, Bukele ganó la reelección presidencial en primera vuelta con el 84.65 % de los votos y, el 1 de junio, tomó protesta constitucional para su segundo mandato consecutivo.

### Legalización de la reelección presidencial
El 31 de julio de 2025, la Asamblea Legislativa, haciendo uso del proceso de reforma constitucional abreviado introducido ese mismo año, acordó ratificar modificaciones a los artículos 75, 80, 133, 152 y 154 de la Constitución para, entre otras cosas, abolir la prohibición de la reelección presidencial, formalizando la jurisprudencia emitida por la sentencia de 2021 dentro de la carta magna salvadoreña. El partido proponente, Nuevas Ideas, defendió la reelección presidencial «de manera indefinida, siempre y cuando sea expresado en las urnas, por voluntad de la población, en el proceso democrático electoral», por lo que, según ellos, «no viola la alternabilidad presidencial exigida», además de que la prohibición de reelección sólo se aplicaba al presidente y no a otros cargos de elección pública; no obstante, sectores opositores condenaron la reforma, asegurando que su objetivo es «perpetuar al presidente en el poder» y que se hizo de manera sorpresiva e inconsulta. Tres días después, Bukele expresó su apoyo a la decisión en un mensaje escrito en inglés en la red social X, haciendo una comparativa con países desarrollados que permiten la reelección de sus jefes de Gobierno y que la reforma no significa el «fin de la democracia» en El Salvador. Por su parte, sus críticos señalaron que se «viola la Convención Americana sobre Derechos Humanos y la Declaración Americana de los Derechos y Deberes del Hombre, según lo expresó la Corte Interamericana de Derechos Humanos en la Opinión consultiva 28/21», y que el proceso tiene similitudes con la época autoritaria de la dinastía Meléndez-Quiñónez y el «martinato». Las reformas fueron publicadas en el Diario Oficial N.º 144, Tomo N.º 448, del 1 de agosto de 2025, y entraron en vigencia ocho días después. El partido político Vamos presentó el 8 de agosto una demanda de inconstitucionalidad contra las reformas.